# Château d'Alatskivi
Le château d'Alatskivi est un château de style gothique situé dans le village d'Alatskivi, à 40 km au nord-est de Tartu en Estonie.

## Histoire
Le château a été originellement construit à la fin du XVIe siècle et a été reconstruit entre 1880 et 1885 pour ressembler à la résidence royale du château de Balmoral, construit en Écosse entre 1853 et 1855, avec des tours saillantes en coin.
Le hall principal, la salle à manger, le salon et le vestibule ont été remis à neuf en 2005.
Le château a rouvert à la fin de 2011, il est situé dans un parc forestier de 130 hectares.

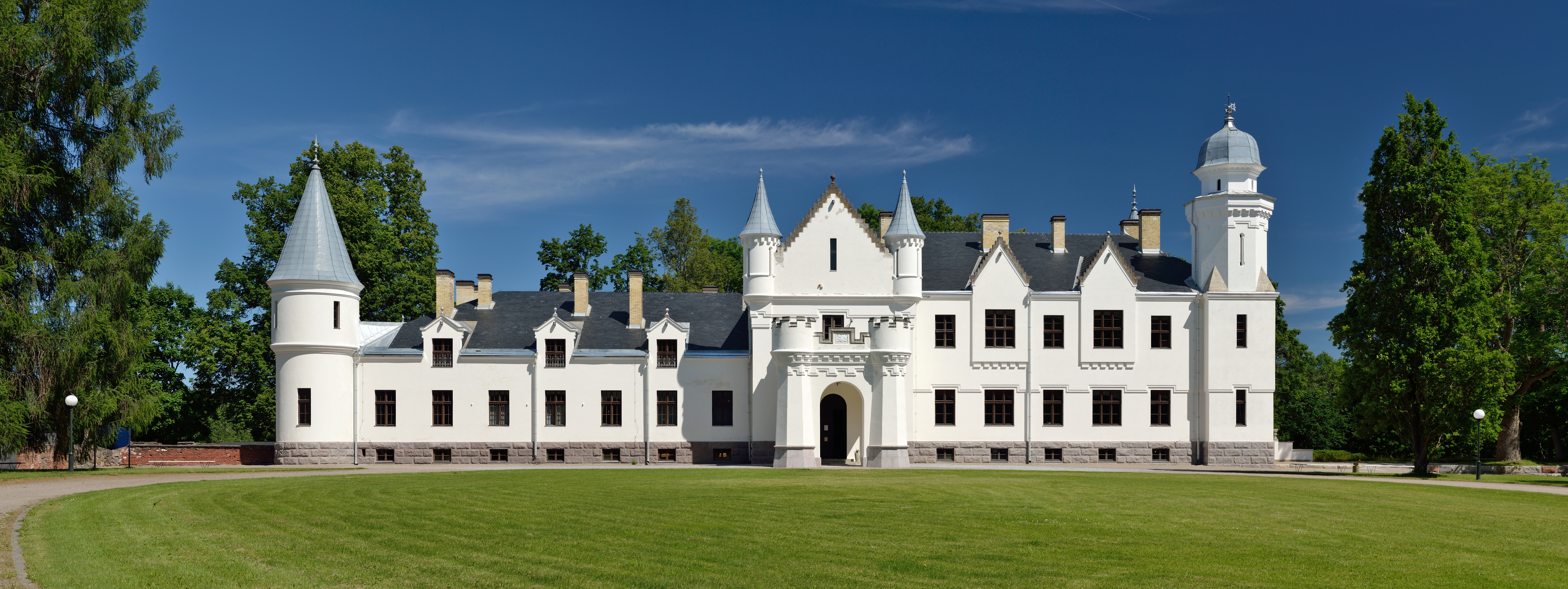
Vue d'ensemble

### Source
- (en) Cet article est partiellement ou en totalité issu de l’article de Wikipédia en anglais intitulé « Alatskivi Castle » (voir la liste des auteurs).